# Cecil Hart
Cecil Hart, kanadski profesionalni hokejski trener, * 28. november 1883, Bedford, Quebec, Kanada, † julij 1940. 
Hart je najbolj poznan po vodenju NHL moštva Montreal Canadiens, s katerim je osvojil tri Stanleyjeve pokale, v letih 1924, 1930 in 1931. Potem ko je moštvo v sezoni 1931/32 povedel do prvega mesta v rednem delu, je bil odpuščen zaradi spora z lastnikom moštva Leom Dandurandom. Moštvo sta nato od Lea Danduranda in Josepha Cattarinicha prevzela Ernest Savard in Maurice Forget, a je ekipa v sezoni 1935/36 zasedla zadnje mesto na lestvici, zato je vodstvo znova zamenjalo trenerja. 
Na mesto je bil znova imenovan Hart, ki je bil pripravljen sodelovati, pod pogojem da se z njim vrne tudi Howie Morenz. Njegovi zahtevi so naposled zadostili in Morenzovi smrti med samo sezono navkljub so Canadiensi osvojili prvo mesto na lestvici. Po tej sezoni je moštvo pričelo propadati, največja težava je bila starost nekaterih ključnih igralcev. Ko so Canadiensi zapadali proti dnu lestvice v sezoni 1938/39, je Hart odstopil tako z mesta trenerja kot z mesta menedžerja. 
Hart je umrl julija 1940 po dolgi bolezni. Njegov oče, David Hart, je ligi NHL leta 1923 daroval pokal Hart Memorial Trophy, ki se še danes podeljuje najkoristnejšemu igralcu lige NHL. Hart je bil leta 1992 sprejet v Mednarodni judovski športni hram slavnih. 

| Športni dosežki           | Športni dosežki                     | Športni dosežki          |
| ------------------------- | ----------------------------------- | ------------------------ |
| Predhodnik: Leo Dandurand | Trener Montreal Canadiens 1926–1932 | Naslednik: Newsy Lalonde |
| Predhodnik: Sylvio Mantha | Trener Montreal Canadiens 1936–1939 | Naslednik: Jules Dugal   |

1. ↑  https://www.tradingcarddb.com/Person.cfm/pid/37753/